# Josh Cavallo
Joshua "Josh" Cavallo (Bentleigh East (Victoria), 13 november 1999) is een Australisch voetballer die onder contract staat bij de Engelse club Peterborough Sports FC.

## Carrière
Cavallo groeide op in Bethleigh East en startte zijn voetbalcarrière bij Western United FC waar hij achttien maanden lang onder contract stond. Op 17 februari 2021 maakte Josh Cavallo de overstap van Western United FC naar Adelaide United. In mei van dat jaar maakte de club bekend dat ze het contract met hem, dat oorspronkelijk tot het einde van dat seizoen doorliep, verlengde tot aan het einde van het seizoen 2022/23. Aan het einde van het seizoen 2024/25 verliet Cavallo Adelaide FC transfervrij in een poging om zijn geluk overzee te beproeven.
Op 11 juli 2025 tekende hij een contract bij Peterborough Sports FC dat uitkomt in de National League North.

## Privéleven
In oktober 2021 maakte Cavallo bekend dat hij homoseksueel is. Hiermee was hij op dat moment de enige openlijke homoseksuele voetballer die op het hoogste profniveau uitkwam. Vier jaar later gaf Cavallo aan geen spijt te hebben van zijn coming out, maar had hij nog wel dagelijks te maken met doodsbedreigingen.